# Johann Krempes
Johann Krempes (magyarosan Krempes János, ? – Szentágota, 1708.) a szépművészetek mestere, bölcseleti doktor, evangélikus lelkész.

## Életútja
Nagyszebeni származású, atyja, aki nagytalmácsi pap volt, a nagyszebeni gimnáziumba küldte, majd Wittenbergba ment, ahol 1682. április 27-én magisteri rangot nyert és ott öt évig tanult. Látogatta a franekeri, gröningeni, utrechti és leideni egyetemet. Atyja betegeskedése miatt 1684 tavaszán Lengyelországon át visszatért hazájába. Valentin Frank von Frankenstein királybíró pártfogásával 1686-ban megkapta a nagyszebeni iskola konrektori állását, fölemelt 100 forint évi fizetéssel. 1687. április 17-én Zabanius Izsák utóda lett a rektori székben. Az iskolai drámák előadásait meghonosította és tanítványai által Terentius színműveit előadatta. Az ő szolgálatával azonban a színi előadások megszűntek. Főesperes volt és fél év mulva (1691 májusában) Újfaluban (Neudorf) rendes lelkész lett. 1693-ban Szentágotára hívták meg, ahol 1708-ban meghalt. A spiritualizmus megtestesült képviselőjének mutatta magát vitatkozásaiban, amelyek egyike a predesztinációt tárgyalta.

## Munkái
- Exercitatio Philologica, De Soloecismis Et Barbarismis Graece Novi Foederis Dictioni Falso Tributis, Qva Dicta Johanni 1. 14. 2. Corint. IX. 10. 11. 13. Hebr. XIII. 13. Apcolal. XXI. 12. 13. Ephes. II. 19. 1. Thessal. II. 14. Act. I. 1. III. 21. Johan. Epist III. vers. 4. J. Cor. X. 25. paucis examinantur, Instituta publicè Praeside Balthasare Stollbergio ... Respondente ... M.DC.LXXXXI. Wittebergae.
- Qvindenam Positionum Metaphysico-Pnevmaticarvm, Praeside ... Christiano Donati ... publicè defendet. Ugyanott, 1862.
- Qvaestienem Pnevmaticam: An detur Praecursus Dei, omnia agentia creata ad agendum irresistibiliter praedeterminans? Publico eruditorum Examini submittent Praeses ... & Respondens Andreas Malberthi. Uo. 1682.
- Theses Philosophicae... Resp. Andrea Brenner. Cibinii, 1690.

A Simplicitas columbina 1690. kisebb költemények a Roseto Frankiano Wiennae, 1692. c. munkában találhatók. Üdvözlő- és gyászverseket írt a Summos in Philosophia Honores. Vittebergae, 1681., Supremum Honoris Monumentum. Ugyanott, 1681., Supremam in Philosophia Lauream. Uo. 1682. és Syncharmata. Uo. 1683. c. munkákba.